# Джебель-Азао
Джебель-Азао або Адрар-Афао — гора на південному сході Алжиру, найвища вершина гірського масиву Тассілі-н'Адджер висотою 2158 м.

## Географія
Джебель-Азао — найвища вершина плато Тассілі-н'Адджер, розташованого на північний схід від гір Ахаггар. Гора утворює гребінь на плато, приблизно паралельний схилу. Масив Тассілі-н'Адджер переважно складається з пісковику, що призвело до формування багатьох природних скельних арок. З гори Афао стікають кілька ваді, які впадають у Ваді-Імірху. Ця сезонна річка тягнеться на північний схід, після чого повертає на північний захід, де губиться в пісках пустелі Іссауан західніше Іллізі.